# Xestoblatta castanea
Xestoblatta castanea es una especie de cucaracha del género Xestoblatta, familia Ectobiidae.

## Distribución
Esta especie se encuentra en Surinam y Guayana Francesa.